# Chuck Connors (Musiker)
Charles Raymond „Chuck“ Connors (* 18. August 1930 in Maysville (Kentucky); † 11. Dezember 1994 in Los Angeles) war ein US-amerikanischer Jazzmusiker (Bassposaune, Posaune), der ein langjähriges Mitglied im Duke Ellington Orchestra war.

## Leben und Wirken
Connors leistete ab 1949 seinen Wehrdienst zunächst in der US Navy School of Music in Washington, DC, ab. Ab 1952 studierte er am Boston Conservatory (Bachelor 1956). Erste Aufnahmen entstanden 1957 mit Dizzy Gillespie and His U.S. State Department Jazz Orchestra. Ab 1961 arbeitete er in Duke Ellingtons Orchester, zu hören auf Alben wie The Girl's Suite and The Perfume Suite (1961), The Symphonic Ellington, The Great Paris Concert (1963), Ella at Duke's Place (1965, mit Ella Fitzgerald), Far East Suite (1966), ...And His Mother Called Him Bill (1967) und Togo Brava Suite (1972), ferner bei den drei Versionen der Sacred Concerts. Nach Connors’ Eintritt in die Band instrumentierte Ellington erstmals mit einem Bassposaunisten; als seltener Solist war er in „I Love to Laugh“ (auf dem Album Mary Poppins, Reprise 1964) und in „Perdido“ auf dem Album The Popular Duke Ellington (RCA 1966) zu hören.
Daneben nahm Connors auch mit Johnny Hodges (1961), Cat Anderson/Claude Bolling (1965), Ella Fitzgerald/Jimmy Jones (1966), Ray Nance und 1969 mit Paul Gonsalves With the Swingers & the Four Bones auf. Nach Ellingtons Tod spielte er in der Clark Terry Big Band, blieb aber weiter dem Duke Ellington Orchestra verbunden, als es von Mercer Ellington als „Ghost Band“ weitergeführt wurde. Im Bereich des Jazz war er zwischen 1957 und 1991 an 272 Aufnahmesessions beteiligt, zuletzt bei Wynton Marsalis und dem Lincoln Center Jazz Orchestra (Portraits By Ellington).